# كاترين دان
كاترين دان (بالإنجليزية: Catherine Dunn)‏ هي مديرة أكاديمية أمريكية، (و. 1916  م).